# HD39200
HD39200 є хімічно пекулярною зорею спектрального класу
B9 й має видиму зоряну величину в смузі V приблизно  9,2.

## Пекулярний хімічний вміст
Зоряна атмосфера HD39200 має підвищений вміст 
Si
.